# Hàng không năm 1904
Đây là danh sách các sự kiện hàng không nổi bật xảy ra trong năm 1904:

## Các sự kiện
- Anh em nhà Wright áp dụng các bằng sáng chế của họ về các phương tiện bay ở Đức và Pháp.

### Tháng 4
- 1 tháng 4 - Đại uý Ferdinand Ferber thực hiện hỏng một chuyến bay thử trên Tàu lượn Archdeacon ở Berck sur Mer, Picardie.
- 3 tháng 4 - Gabriel Voisin đã bay thành công trên chiếc tàu lượn Archdeacon ở Berck sur Mer, Picardie. Voisin thêm vào đôi cánh mũi trong thiết kế. Chuyến bay mà anh ta kéo dài nhất là 25 giây.

### Tháng 5
- 23 tháng 5 - Một chuyến bay thử không thành công trên chiếc Wright Flyer II của anh em nhà Wright.

### Tháng 6
- Quân đội Anh thử nghiệm người mang diều Samuel Cody ở Aldershot.

### Tháng 8
- 3 tháng 8 - Thiếu tá Thomas Scott Baldwin đã thực hiện thành công chuyến bay đầu tiên trên chiếc khí cầu điều khiển của Mỹ, mang tên "California Arrow", ở Oakland, California

### Tháng 9r
- 20 tháng 9 - Wilbur Wright thực hiện một chuyến bay hình tròn, trên chiếc Flyer II.

### Tháng 11
- 9 tháng 11 - Wilbur Wright bay trên chiếc Wright Flyer II với khoảng cách là 3 dặm gần Dayton, Ohio, đây là chuyến bay đầu tiên có thời gian dài đến 5 phút.